# Harungana madagascariensis
Espèce
Synonymes
- Arungana paniculata Pers.[1]
- Haemocarpus paniculatus Spreng.[1]
- Haronga madagascariensis (Lam. ex Poir.) Choisy[1] [2]
- Haronga paniculata Lodd. ex Steud.[1]
- Harongana paniculata (Pers.) Lodd. ex Steud.[1]
- Harungana paniculata Pers.[1]
- Psorospermum leonense Turcz.[1]

Harungana madagascariensis, aussi appelé bois harongue ou haronga, est une espèce de plantes à fleurs genre Harungana et de la famille des Hypericaceae. C'est un arbuste originaire de Madagascar. Cet arbre fruitier pousse dans les forêts d'Afrique tropicale. Au Cameroun, cette plante est appelée Febai par les Babungo.

## Description

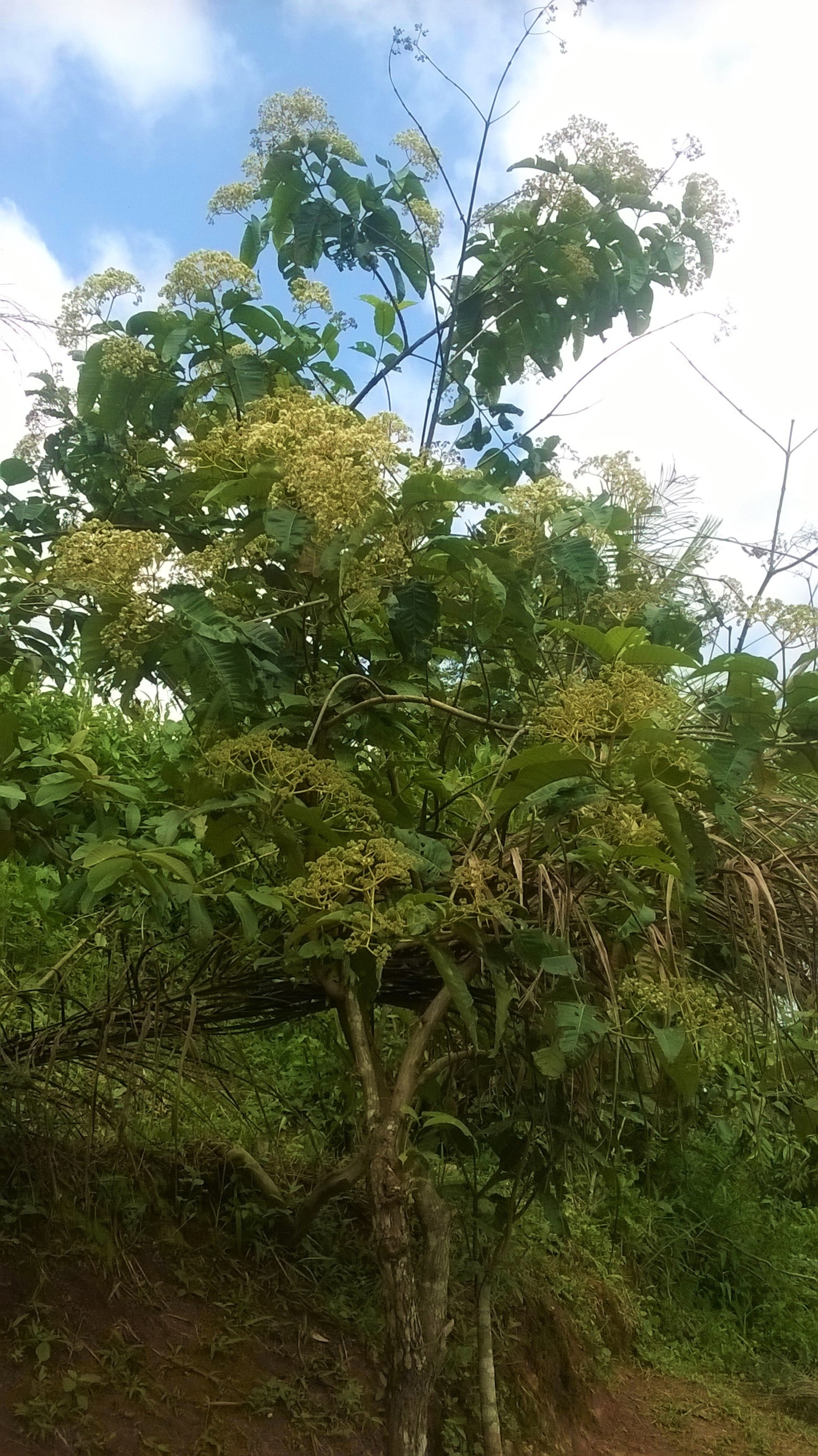
Jeune arbre près de Yaoundé au Cameroun.

Harunga madagascariensis est un arbre fruitier commun, très répandu en Afrique tropicale et à Madagascar. On le retrouve principalement dans les marécages du Bas-Congo, où il pousse sur des sols pauvres, en zone forestière, mais aussi dans les savanes. On le retrouve à Madagascar, au Nigeria, au Zimbabwe, au Sénégal, en République démocratique du Congo, au Burundi, au Rwanda, en Guinée équatoriale, au Sierra Leone, au Kenya, au Mozambique ou encore au Cameroun. Cet arbuste ou arbre à feuillage persistant atteint généralement une hauteur de 4 à 7 mètres maximum, mais certains spécimens peuvent parfois atteindre près de 25 mètres. Harunga madagascariensis se présente sous la forme d'un arbre lisse ou écailleux, ses branches sont en forme de « roues de vélo », tandis que ses feuilles sont entières, opposées, simples et sans stipules. Elles possèdent de nombreuses nervures latérales serrées, qui sont peu visibles. Ses jeunes fruits en drupes, de 2 à 4 millimètres de diamètre, sont de couleur orange et deviennent rouges à maturité, atteignant alors 25 à 30 centimètres de diamètre.

## Utilisation
Harunga madagascariensis est utilisé quotidiennement, dans divers domaines tels que le bâtiment, la médecine, l'alimentation, le textile, etc.  :
- Construction : le tronc est utilisé dans la construction de maisons au Bas-Congo ;
- Énergie : le tronc est utilisé pour la production de charbon de bois ;
- Médecine : Toutes les parties de l'arbre sont utilisées de manières différentes pour traiter divers états et maladies. L'écorce ainsi que les feuilles sont inhalées afin de traiter les maladies du foie, la sève et lbb'écorce servent de vermifuge, la sève résineuse s'utilise pour les maladies cutanées (mycoses, irritations, gale, démangeaisons, etc.), en application externe. La gomme est indiquée pour les coupures et la résine traite les coliques alors que l'infusion d'écorces est utilisée dans les traitements de la dysenterie et chez les bébés, dans les traitements de la constipation et des flatulences. Pour les problèmes gynécologiques (fausse couche, dysménorrhée, etc.), on préconise une décoction à base d'écorces ou de racines. Le fruit sert également de laxatif lorsqu'il est mangé cru et peut provoquer des vomissements ;
- Sexualité : l'écorce, la sève et la gomme seraient aphrodisiaques ;
- Alimentation : le fruit est mangé cru sous forme de snack et est particulièrement apprécié des enfants, mais aussi des adultes, sous forme de cidre local où le fruit est alors fermenté ;
- Textile : le latex de couleur jaune est utilisé comme teinture naturelle.
- Hygiène : l'écorce et les racines mâchées servent de substitut au dentifrice.